# Religião Ahmadi de Paz e Luz

Estátua de Ahmed al-Hasan na sede da AROPL no Reino Unido

A Religião Ahmadi de Paz e Luz (em inglês: Ahmadi Religion of Peace and Light, AROPL; em árabe: دين السلام والنور الأحمدي), também conhecida simplesmente como Religião Ahmadi, é um novo movimento religioso pós-islâmico derivado do ramo duodecimano do islamismo xiita. É considerado um dos movimentos apocalípticos ou do "fim dos tempos" emergentes do Oriente Médio. O líder da religião é Abdullah Hashem, um egípcio-americano que afirma ser o Qāʾim Āl-Muḥammad e ter sido nomeado nominalmente no testamento do profeta islâmico Maomé, e também espalhando a mensagem autêntica de Ahmed al-Hasan, que afirma ser o Yamani profetizado.

## História
Ahmed al-Hasan, um muçulmano xiita de Basra, no Iraque, afirmou ser o Yamani na década de 2000. Adotando o epíteto, passou a ser chamado de "Ahmed al-Hassan al-Yamani". Ele entrou em clandestinidade em 2007, após a Batalha de Najaf em janeiro do mesmo ano. Após o desaparecimento de al-Hasan, – considerado pela AROPL como o Yamani profetizado e o primeiro dos 12 Mahdis, nomeado no testamento do Profeta Maomé –, surgiu um grupo conhecido como "Estandartes Brancos" (ou "Escritório de Najaf"), que divulgava mensagens atribuídas a ele. Parte dos seguidores, porém, rejeitou essas mensagens como falsas, levando a uma cisão. O discípulo egípcio-americano Abdullah Hashem acusou os Estandartes Brancos de forjarem as mensagens sob influência do governo iraquiano. Sua facção, agora chamada de "Estandartes Negros" (AROPL) e sediada no Reino Unido, opõe-se aos Estandartes Brancos, que o excomungaram em 2015 e 2023. Embora ambos os grupos venerem al-Hasan, interpretam seu papel de formas distintas. A AROPL possui o maior seguimento internacional, enquanto os Estandartes Brancos permanecem principalmente como um grupo baseado no Iraque.
Em 2015, Abdullah Hashem anunciou que era o Qāʾim Āl-Muḥammad ("aquele que surgirá da família de Muhammad"), sucedendo Ahmed al-Hasan. Ele e seus seguidores ligaram a morte do rei Abdullah da Arábia Saudita a uma profecia xiita amplamente divulgada que previa o surgimento do imã al-Mahdī após a morte de um rei de Hejaz chamado "Abdullah". Eles interpretaram ainda o nome e a condição ocular do rei Fahd como alinhados com essas descrições proféticas, reforçando suas alegações. Hashem, que tinha 32 anos em 2015 e era de ascendência egípcia, também conectou sua identidade a profecias sobre o Mahdi emergindo do Egito. A AROPL acredita que a antiga religião egípcia estava originalmente alinhada com o monoteísmo islâmico. Citando o "testamento" de Maomé, que supostamente menciona figuras chamadas Ahmed e Abdullah, a AROPL afirma que se refere tanto a Ahmed al-Hasan quanto a Abdullah Hashem. O grupo alega que al-Hasan identificou pessoalmente Hashem como o Qāʾim da família de Maomé, atendendo a três critérios divinos: ter sido nomeado no testamento, possuir conhecimento excepcional e defender a supremacia de Deus sobre o governo humano. Esses mesmos critérios, argumentam, validaram o papel de al-Hasan como o profetizado Yamani.

## Crenças e doutrinas
A Religião Ahmadi de Paz e Luz prega a tolerância e contém características de sincretismo religioso. Algumas crenças e doutrinas da Religião Ahmadi de Paz e Luz são:
- Existem sete alianças, incluindo seis alianças históricas com Adão, Noé, Abraão, Moisés, Jesus e Maomé, e a aliança atual com Ahmed al-Hasan.
- Crença na transmigração da alma ou reencarnação.
- O Ramadã é considerado idêntico a dezembro, visto que os meses islâmicos são considerados idênticos aos meses gregorianos solares.
- A Caaba real está localizada em Petra, na Jordânia, e não em Meca, na Arábia Saudita.
- A oração de sexta-feira não é obrigatória.
- Bebidas alcoólicas são permitidas, desde que consumidas com moderação.
- O uso de véus religiosos (como hijabs) não é obrigatório.
- Pessoas LGBTQIA+ são toleradas e podem aderir à religião.[8]

The Goal of the Wise, de Abdullah Hashem, apresenta uma estrutura teológica que combina elementos do xiismo duodecimano, do esoterismo islâmico, do gnosticismo cristão, do misticismo ocidental e de narrativas conspirituais. Seus ensinamentos seguem um modelo dispensacionalista, no qual a história humana se desenrola por meio de seis alianças divinas, culminando em uma sétima iniciada por Ahmed al-Hasan, levando ao surgimento do Qāʾim.
Hashem oferece interpretações religiosas não convencionais, sugerindo que o "pecado original" de Adão envolveu uma encarnação passada de Fátima, Jesus sobreviveu à crucificação trocando almas com Simão de Cirene e Mani era descendente de Jesus e Maria Madalena. Suas crenças incorporam a reencarnação, a transmigração da alma e o Raj'a (Grande Retorno), onde os crentes atuais são vistos como reencarnações de profetas e mensageiros do passado.
Sua cosmologia inclui Samarat, um reino de transição semelhante ao Purgatório entre encarnações, um Céu terrestre e um Inferno solar, com um destino ainda pior para as almas mais corruptas. Ele rejeita a teoria da evolução, propondo, em vez disso, que seres extraterrestres pré-adâmicos já habitaram a Terra. Hashem também afirma que Iblis (Satanás) foi responsável pela criação dos corpos humanos, enquanto a família de Maomé moldou suas almas.
Incorporando crenças conspiratórias, Hashem afirma que figuras como Zeus, Confúcio e Alexandre, o Grande, foram mensageiros divinos. Ele também afirma que o presidente dos EUA, George Washington, era na verdade Adam Weishaupt, o fundador dos Illuminati, e sugere que o presidente dos EUA, George W. Bush, esteja ligado ao ocultista britânico Aleister Crowley. Além disso, ele atribui poderes sobrenaturais ao Qāʾim, afirmando que ele possui o anel do Rei Salomão e comanda os gênios. Hashem ainda vincula a astrologia aos destinos pessoais, associando-se ao planeta Marte e ligando Iblis à estrela Sirius.

## Perseguição
O grupo religioso tem sido perseguido pela polícia e por autoridades governamentais na Argélia, Azerbaijão, Irã, Jordânia, Malásia, Suécia, Tailândia e outros países.
Em 24 de maio de 2023, 104 membros da AROPL que buscavam asilo em Kapıkule, na fronteira entre a Bulgária e a Turquia, foram detidos e violentamente assediados pelas autoridades turcas.
Em julho de 2023, oito membros da AROPL na Malásia foram presos pela polícia em um encontro LGBTQIA+. Datuk Dr. Nooh Gadot, Presidente do Comitê Muzakarah do Conselho Nacional para Assuntos Religiosos Islâmicos da Malásia (MKI), anunciou durante as reuniões do comitê, de 26 a 28 de junho de 2023, que a AROPL é considerada uma seita desviante e não se alinha com a doutrina islâmica ortodoxa.
Em abril de 2024, a Anistia Internacional apresentou um recurso contra a repressão aos seguidores ahmadis no Egito. A Anistia Internacional condenou as autoridades egípcias por deterem e causarem desaparecimentos forçados de membros da Religião Ahmadi de Paz e Luz. Vários seguidores desapareceram desde o início de março de 2025, levantando sérias preocupações sobre direitos humanos e liberdade religiosa no Egito. A Anistia enfatiza que as autoridades egípcias são legalmente obrigadas a defender e salvaguardar o direito à liberdade religiosa de todos os indivíduos no país.